# Dimophora capillata
Dimophora capillata är en stekelart som beskrevs av Dasch 1979. Dimophora capillata ingår i släktet Dimophora och familjen brokparasitsteklar. Inga underarter finns listade i Catalogue of Life.